# Gianna Jessen
Gianna Jessen (n. 6 aprilie 1977, Los Angeles) este o activistă împotriva avortului. S-a născut în urma unui un avort cu substanță salină.

## Copilăria
Jessen s-a născut la 6 aprilie 1977 în Los Angeles, California. S-a născut în timpul celei de-a 30-a săptămâni de sarcină; actele medicale arată că s-a născut în timpul unui avort salin eșuat. Gianna Jessen cântărea 907g la naștere și a fost născută cu paralizie cerebrală, o afecțiune motorie, neprogresivă și necontagioasă. Ea a petrecut mai mult de trei luni la spital, apoi a fost plasată în asistență maternală. A fost adoptată la vârsta de patru ani.